# Acer chiangdaoense
Acer chiangdaoense är en kinesträdsväxtart som beskrevs av T. Santisuk. Acer chiangdaoense ingår i släktet lönnar, och familjen kinesträdsväxter. Inga underarter finns listade i Catalogue of Life.